# Fabian Jacobi
Fabian Jacobi (* 19. Juni 1973 in Münster) ist ein deutscher Politiker der Alternative für Deutschland (AfD) und Rechtsanwalt. Seit 2017 ist er für die AfD Mitglied des Deutschen Bundestags.

## Leben
Jacobi wuchs in Essen auf. Nach der Erlangung des Abiturs 1991 leistete Jacobi zunächst Zivildienst und studierte anschließend Rechtswissenschaften in Bonn, Berlin und Göttingen. Für das Rechtsreferendariat kehrte er nach Nordrhein-Westfalen zurück. Er ist seit 2006 als Rechtsanwalt in Köln im Bereich der Insolvenzverwaltung tätig.

## Politik
Jacobi trat im März 2013 in die AfD ein. Am 24. September 2017 zog er über die Landesliste als Abgeordneter in den Deutschen Bundestag ein. Jacobi war im 19. Deutschen Bundestag ordentliches Mitglied im Ausschuss für Recht und Verbraucherschutz. Zudem gehörte er als stellvertretendes Mitglied dem Unterausschuss Europarecht, dem Ausschuss für die Angelegenheiten der Europäischen Union sowie dem Wahlausschuss an.
Im 20. Deutschen Bundestag ist er ordentliches Mitglied im Rechtsausschuss und im Wahlausschuss. Im Rechtsausschuss ist er Obmann der AfD-Fraktion. Stellvertretendes Mitglied ist er im Unterausschuss Europarecht, des Ausschusses für Wahlprüfung, Immunität und Geschäftsordnung sowie im Ausschuss für die Angelegenheiten der Europäischen Union. Jacobi war von 2013 bis 2022 durchgehend Mitglied des Landesvorstandes der AfD NRW und ist es wieder seit dem 24. Februar 2024.
Nach eigener Aussage sei die AfD erforderlich, um eine „‚Funktionsstörung der deutschen Demokratie‘ zu beheben“.